# 柿沼瑛子
柿沼 瑛子（かきぬま えいこ、1953年5月26日 - ）は、日本の翻訳家。
横浜出身。早稲田大学第一文学部史学科卒。ワセダミステリクラブ出身。共著がある書評家大津波悦子は大学以来の友人。
日本推理作家協会会員。翻訳学校フェロー・アカデミー講師。
書評ライター、仁賀克雄の下訳者を経て、1984年『月を盗んだ少年』（朝日ソノラマ）で翻訳家デビュー。ホラー、ミステリ、ファンタジー、ロマンスなどのジャンル小説の翻訳のほか、エドマンド・ホワイトなどゲイ文学の翻訳・紹介でも知られている。

## 単著
- 『魔性の森』 (徳間書店、徳間デュアル文庫) 2001

### 共編著
- 『耽美小説・ゲイ文学ブックガイド』（栗原知代共編著 白夜書房 1993
- 『女性探偵たちの履歴書』（大津波悦子共著、同文書院インターナショナル） 1993
- 『本は男より役に立つ』（大津波悦子共著、社会思想社） 1995
- 『本は男より楽しい』（大津波悦子共著、社会思想社） 1995

## 翻訳
- 『月を盗んだ少年 サスペンス&スーパーナチュラル短編集』（デイヴィス・グラッブ、ソノラマ文庫海外シリーズ） 1984
- 『暗黒界の悪霊 クートゥリゥ神話中心の短編集』（ロバート・ブロック、ソノラマ文庫） 1985
- 『魔界王国 妖奇と耽美の珠玉集』（クラーク・A・スミス、ソノラマ文庫） 1985
- 『モンスター誕生 魔女からエイリアンまで』（リチャード・マシスン、ソノラマ文庫） 1985
- 『魔術師タンタロンの12の難題 パズル・ゲーム・ブック』（スティーブ・ジャクソン、ステファン・レーヴィス画、社会思想社） 1987
- 『ナイトメアキャッスル アドベンチャーゲームブック』（P・ダービル=エバンス、社会思想社、現代教養文庫） 1988
- 『カーリーの歌』（ダン・シモンズ、ハヤカワ文庫） 1988
- 「ベルガリアード物語」（デイヴィッド・エディングス、ハヤカワ文庫FT）
4）『魔術師の城塞』 1988
5）『勝負の終り』 1989
- 『エベレストの彼方』（ボブ・ラングレー、東京創元社） 1989
- 『稲妻に乗れ』（ジョン・ラッツ、早川書房） 1989
- 『耳をすます壁』（マーガレット・ミラー、創元推理文庫） 1990
- 『ウォール街は眠らない』（ヴァネッサ・ドラッカー、扶桑社ミステリー文庫） 1991
- 『天使クレアの思い出に』（クリストファー・ブラム、早川書房） 1992
- 『ミランダ殺し』 (マーガレット・ミラー、創元推理文庫) 1992
- 『アラン 真夜中の少年』（ジョゼフ・ハンセン、二見書房） 1993
- 『わが愛しのホームズ』（ロヘイズ・ピアシー、白泉社） 1993、新書館、モノクローム・ロマンス文庫 2015
- 『殺戮のチェスゲーム』 (ダン・シモンズ、ハヤカワ文庫) 1994
- 『帰っておいで』（パトリック・ゲイル、早川書房） 1994
- 『ロスト・ソウルズ』（ポピー・Z・ブライト、角川ホラー文庫） 1995
- 『マーティンに捧ぐ』（デイル・ペック、早川書房） 1995
- 『黄昏のハイスクール』 (マーク・リチャード・ズブロ、創元推理文庫)1995
- 『死へのギャロップ』（ジョディ・ヤッフェ、光文社文庫） 1998
- 『カレンダー・ガール』（ステラ・ダフィ、新潮文庫） 2002
- 『絢爛たる屍』（ポピー・Z・ブライト、文春文庫） 2003
- 『あやつられた魂』（ステラ・ダフィ、新潮文庫） 2003
- 『フランチェスコの暗号』（イアン・コールドウェル,ダスティン・トマスン、新潮文庫） 2004
- 『セックス・アンド・ザ・シティのキュートな欲望 性とファッションの秘密を探る』（キム・アカス,ジャネット・マッケイブ編、古屋美登里,安原和見共訳、朝日出版社） 2004
- 『情熱の贈り物 クリスマス・ストーリー2005 四つの愛の物語』（ミシェル・リード,ジェイン・ポーター,スーザン・スティーヴンス,マリーン・ラブレース、共訳、ハーレクイン） 2005
- 『富豪一族への招待 富豪一族:知られざる相続人 6』（バーバラ・ボズウェル,ジェニファー・グリーン,ジャッキー・メリット、萩原ちさと共訳、ハーレクイン・スポットライト） 2006
- 『遺された庭の秘密』(バーバラ・デリンスキー、扶桑社ロマンス文庫） 2006
- 『勇敢なる男たち 2』（ローリー・フォスター,ドナ・コーフマン,ジル・シャルヴィス、茅野久枝,加藤由紀共訳、ハーレクイン・スポットライト） 2006
- 『未完の情熱』 (ケイト・ウォーカー、ハーレクイン・ロマンス) 2009
- 『クリスマス・オブ・ラブ 十九世紀の愛の誓い』（メアリ・バログ,コートニー・ミラン,マーガレット・ムーア、辻早苗,岡聖子共訳、ハーレクインMira文庫） 2010
- 『雪の街にかがやく愛』（ミシェル・リード,シャロン・ケンドリック,ダイアナ・ハミルトン、共訳、ハーレクイン、クリスマス・ロマンス・ベリーベスト） 2010
- 『滅亡の暗号』(ダスティン・トマスン、新潮文庫） 2012
- 『性の悩み、セックスで解決します。 900人に希望を与えた性治療士の手記』（シェリル・T・コーエン-グリーン,ローナ・ガラーノ、イースト・プレス） 2014
- 『Gストリング殺人事件』（ジプシー・ローズ・リー、国書刊行会 奇想天外の本棚） 2022
- 『誰？』（アルジス・バドリス、国書刊行会 奇想天外の本棚） 2022
- 『妄想の世界史 10の奇想天外な話』（ビクトリア・シェパード、日経ナショナルジオグラフィック）2023
- 『パトリシア・ハイスミスの華麗なる人生』（アンドリュー・ウィルソン、書肆侃侃房） 2024

### パトリシア・ハイスミス
- 『水の墓碑銘』（パトリシア・ハイスミス、河出文庫） 1991、改版2022
- 『イーディスの日記』 (パトリシア・ハイスミス、河出文庫 上下） 1992
- 『リプリーをまねた少年』 (パトリシア・ハイスミス、河出文庫） 1996、改版2017
- 『キャロル』 (パトリシア・ハイスミス、河出文庫） 2015

### エドマンド・ホワイト
- 『美しい部屋は空っぽ』（エドマンド・ホワイト、早川書房） 1990
- 『ある少年の物語』（エドマンド・ホワイト、早川書房） 1990
- 『アメリカのゲイ社会を行く』（エドマンド・ホワイト、勁草書房） 1996
- 『生きながら皮を剥がれて』（エドマンド・ホワイト、早川書房） 1997
- 『燃える図書館 ベスト・エッセイ70s - 90s』（エドマンド・ホワイト、河出書房新社） 2000
- 『パリ遊歩者のまなざし』（エドマンド・ホワイト、DHC、Writer & cityシリーズ） 2005

### マイケル・ナーヴァ
- 『このささやかな眠り』 (マイケル・ナーヴァ、創元推理文庫） 1992
- 『ゴールデンボーイ』 (マイケル・ナーヴァ、創元推理文庫） 1994
- 『喪われた故郷』(マイケル・ナーヴァ、創元推理文庫） 1996
- 『秘められた掟』（マイケル・ナーヴァ、創元推理文庫） 2002

### アン・ライス
- 「ヴァンパイア・クロニクルズ」（アン・ライス、扶桑社ミステリー）
『ヴァンパイア・レスタト』 1994
『呪われし者の女王 ヴァンパイア・クロニクルズ』 1995
『肉体泥棒の罠 ヴァンパイア・クロニクルズ』 1996
『悪魔メムノック ヴァンパイア・クロニクルズ』 1997
- 「スリーピング・ビューティ」（アン・ライス、扶桑社ミステリー）
1)『眠り姫、官能の旅立ち』 1998
2)『眠り姫、歓喜する魂』 1999
3)『至上の愛へ、眠り姫』 1999
- 『美青年アルマンの遍歴』（アン・ライス、扶桑社ミステリー） 2000
- 『トニオ、天使の歌声』（アン・ライス、扶桑社ミステリー） 2001
- 『パンドラ、真紅の夢』（アン・ライス、扶桑社ミステリー） 2002
- 『呪われた天使、ヴィットーリオ』（アン・ライス、扶桑社ミステリー） 2003

### カレン・キエフスキー
- 『キャット・ウォーク 女性探偵に気をつけろ!』（カレン・キエフスキー、福武文庫） 1996
- 「キャット・コロラド事件簿シリーズ」（カレン・キエフスキー、福武文庫）
『カタパルト』 1997
『デッド・エンド』 1998
『焦がれる女』 1998
『浮遊死体』 1998

### タニス・リー
- 「ヴェヌスの秘録」（タニス・リー、産業編集センター）
1)『水底の仮面』 2007
2)『炎の聖少女』 2007
3)『土の褥に眠る者』 2007
4)『復活のヴェヌス』 2007

### ノーラ・ロバーツ
- 「光の輪トリロジー」（ノーラ・ロバーツ、扶桑社ロマンス）
1)『魔女と魔術師』 2008
2)『女狩人と竜の騎士』 2008
3)『王女と闇の王子』 2008
- 「セブンデイズ・トリロジー」 (ノーラ・ロバーツ、扶桑社ロマンス）  
1)『過去を呼ぶ愛の秘石』 2010
2)『今甦る運命の熱い絆』 2010
3)『未来に羽ばたく三つの愛』 2010

### カレン・マリー・モニング
- 『妖しき悪魔の抱擁』（カレン・マリー・モニング、ヴィレッジブックス） 2009
- 『悪しき妖精たちの吐息』（カレン・マリー・モニング、ヴィレッジブックス） 2012
- 『闇の王子と求め合って』（カレン・マリー・モニング、ヴィレッジブックス） 2013
- 『聖なる槍に導かれ』（カレン・マリー・モニング、ヴィレッジブックス） 2015